# Astracantha aurea
Astracantha aurea är en ärtväxtart som först beskrevs av Carl Ludwig von Willdenow, och fick sitt nu gällande namn av Dieter Podlech. Astracantha aurea ingår i släktet Astracantha och familjen ärtväxter. Inga underarter finns listade i Catalogue of Life.